# Карачев
Кара́чев (Корачів, Карачів, рос. Карачев) — місто в Російській Федерації, адміністративний центр Карачевського району Брянської області. Знаходиться на території історичної області Сіверщина.
Населення міста становить:
- 2008 рік — 19 742 особи
- 2002 рік — 20 175 осіб
- 1989 рік — 22,4 тис. осіб
- 1970 рік — 16,0 тис. осіб
- 1959 рік — 11,2 тис. осіб
- 1939 рік — 17,9 тис. осіб.

## Географія
Місто розташоване на річці Снєжеть, притоці Десни, басейн Дніпра.

## Походження назви
У літописних джерелах XII—XVII ст. місто згадується як «Корачев» або «Корачів». Назва Корачів використовується і в українській історично-науковій літературі, у тому числі і в шкільній. Дослідники вважають, що своє ім'я місто отримало від сіверського слова «корач» («хлібна скоринка»), або є спорідненим з українським словом «корчі», тобто пов'язане із корчуванням дерев у місцевих лісах.

## Цікаві факти
Відомий дослідник російських билин Всеволод Міллер у своїх працях поставив під сумнів той факт, що головний герой билинного циклу Ілля Муромець був дійсно вихідцем із села Карачарова поблизу від Мурома. Адже, по-перше, це село відоме лише з XVII століття, а по-друге, в усіх стародавніх джерелах (листі українського магната Філона Кміти-Чорнобильського з 1574 року, свідченні Еріха Лясоти з 1594-го, «Повісті про Іллю» тощо), цей герой носить ім'я Іллі Муравленина, Моровлина, або Муровця з міста Морова. Таким чином, Всеволод Міллер зробив висновок, що насправді богатир Ілля походив зі стародавнього міста Моровська, розташованого зараз у Чернігівській області. Те, що першим великим подвигом Іллі, згідно з билинним циклом, було звільнення від ворогів міста Чернігова, теж натякає на те, що, можливо, Ілля був звитяжним лицарем на службі у чернігівських князів, а згодом перейшов на службу до великого князя київського, від якого часто відправлявся у Чернігівські землі, адже добре знав цей самий край. Село ж Карачарове у сучасному варіанті билин, це стародавнє сіверське місто Корачів, яке в ті часи перебувало в складі Чернігівського князівства.
Можливо, саме під Корачів було направлено загін Іллі Моровчанина для приборкання місцевого сіверського князя, який не хотів коритися центральній київській владі. Цей епізод увійшов до билинного циклу як бій Іллі Муромця з Солов'єм на річці Смородинці. Про те, що Соловей міг бути язичницьким корачівським князем, нагадує той факт, що і під сучасним Корачевом є річка Смородинка та село Дев'ять Дубів, у якому місцеві жителі й дотепер показують пень, що залишився від тих дев'ятьох дубів, на яких сидів Соловей під час бою. Навіть саме ім'я міста Корачева місцеві мешканці пов'язують із цим легендарним боєм — за їхнім твердженням від Солов'їного свисту кінь Іллі став «окорачуватися», тобто сідати на задні ноги. За літописними джерелами місто Корачів відоме нам із 1146 року, тобто старовинне походження його є беззаперечним. Згадується Корачів і в інших билинах. Так в одному з варіантів билини «Ілля та Ідолище Погане» згадується «калика перехожа» на ім'я Микита, родом із Корачева. «Селом Корачевим» це місто називається і в билині про братів Ливиків.

## Історія
Карачев — одне з найстаріших міст Російської Федерації. Перші згадки про нього знаходять в Іпатіївському літописі під 1146 роком. Тоді він був містом Новгород-Сіверського князівства. Етнічно це земля слов'янського племені сіверян.
Деякий час місто було центром Карачевського князівства.
З 1247 року, після розпаду Чернігівського князівства, Карачов стає центром удільного Карачівського князівства, з 2 другої половини XIV століття перебував під владою Великого князівства Литовського.
З 1356 року — в складі Литовсько-Руської держави, на початку XVI століття — Московської держави.
У 1708 році віднесений до складу Київської губернії, в 1719 році — Сєвської провінції (з 1727-го — у складі Бєлгородської губернії), з 1778 року — повітове місто Орловської губернії. У 1920 році віднесений до складу Брянської губернії, з 1929 року в складі Західної області, з 1937 року — в Орловській, з 1944 року — у Брянській області.

## Економіка
У місті працюють заводи машинобудівний, металообробний, з виробництва електрозапчастин, швейна та меблева фабрики.

## Видатні місця
- Михайлівська церква (друга половина XVIII століття) в стилі пізнього бароко

## Відомі люди
- Шагін Антон Олександрович — російський актор театру й кіно
- Боженов Петро Іванович (1904—1999) — російський радянський вчений в галузі будівельних матеріалів
- Каченовський Дмитро Іванович (нар. 1827 — пом. 1972) — український вчений-правознавець, доктор юридичних наук
- Булгакова Варвара Михайлівна (до шлюбу Покровська) (1869—1922) — мати письменника Михайла Булгакова.
- Лев Оптинський — російський релігійний діяч, монах Оптиної пустині.
- Чеботарьов Володимир Олександрович (1921—2010) — радянський кінорежисер і сценарист.